# Michael Oliver (acteur)
Michael Oliver (Los Angeles, VS, 10 oktober 1981) is een Amerikaanse film- en tv-acteur en kindster in the jaren 90.
Zijn bekendste rol was die van "Junior" in Problem Child en Problem Child 2.

## Biografie

### Vroege leven en carrière
Michael Olivers carrière startte op een leeftijd van 2 jaar. Zijn eerste werk was als model in een Sears catalogus. Hij verscheen ook in een Chevron-reclame waar hij een bril droeg en zijn stem werd gesynchroniseerd.

### Problem Child
Olivers filmdebuut was in de comedy-film Problem Child met John Ritter en Amy Yasbeck.
De film werd, ondanks een paar negatieve kritieken en zijn gevoelige thema (massamoorden, ongewilde wezen, dierenmishandeling), een geweldig succes. Er werd van genoten door kinderen en grootouders en hij werd omschreven als een meer volwassen komische film in plaats van een familiefilm. Olivers verschijning deed veel mensen denken aan een jonge Ron Howard als "Opie Taylor" in de Andy Griffith Show. Het werd een onverwacht succes en kreeg twee sequels en een geanimeerde serie.
Hij was ook Junior in het vervolg Problem Child 2.
Later kreeg hij gastrollen in televisieshows, waaronder Amen, Platypus Man, Drexell's Class. Enkele prestatie-nominaties volgden. Hij verscheen ook in de film Dillinger and Capone (1995).
Hij was ook betrokken bij de Road crew voor The Samples muziekgroep in de recente jaren en hij is betrokken bij de komende film Solitaire (2007).

## Citaat
- Truth be told, I feel I was just a seven-year-old that fit a 'look' and got lucky. (Eerlijk gezegd, ik denk dat ik maar een zevenjarige was die bij een 'look' paste en geluk had.)

## Prijzen
- Nominatie - "Best Young Actor, Guest-Starring or "Recurring Role in a TV Series" (Drexell's Class) - 13e jaarlijkse Youth in Film Awards (1990 - 1991)
- Nominatie - Best Youth Actor, Leading Role in a motion picture comedy (Problem Child 2) - 15e jaarlijkse Youth in Film Awards (1992 - 1993)

## Trivia
- Michael Oliver was nummer 68 op VH1's Greatest Kid Star lijst (2005).

## Filmologie
- Bibliothèque nationale de France: cb14051037b (data)
- International Standard Name Identifier: 0000 0000 0103 1061
- Library of Congress Control Number: no2017117662
- Système universitaire de documentation: 192114654
- Virtual International Authority File: 51891904
- WorldCat: E39PBJgd9JKVxtRvxHPpxdfXh3